# Drágszél
Drágszél – węgierska wieś i gmina w komitacie Bács-Kiskun, w powiecie Kalocsa (węg. Kalocsai kistérség).